# Mark Koevermans
Mark Koevermans (ur. 3 lutego 1968 w Rotterdamie) – holenderski tenisista, reprezentant w Pucharze Davisa, olimpijczyk z Barcelony (1992).

## Kariera tenisowa
Karierę zawodową Koevermans rozpoczął w 1987 roku, a zakończył w 1995 roku.
W grze pojedynczej wygrał jeden turniej rangi ATP World Tour, w 1990 roku w Atenach, po pokonaniu w finale Franco Davína.
W grze podwójnej tenisista holenderski odniósł cztery zwycięstwa w zawodach kategorii ATP World Tour oraz był uczestnikiem dwunastu finałów. W zawodach wielkoszlemowych najdalej doszedł w 1990 roku podczas Rolanda Garrosa, kiedy to tworzył parę z Paulem Haarhuisem osiągając półfinał. Spotkanie o udział w finale Holendrzy przegrali z Sergio Casalem i Emilio Sánchezem.
W 1992 roku uczestniczył w igrzyskach olimpijskich w Barcelonie. W grze pojedynczej przegrał w III rundzie z Jaimem Oncinsem, a w deblu odpadł w I rundzie po porażce z parą Goran Ivanišević–Goran Prpić. Partnerem deblowym Koevermansa był Paul Haarhuis.
W reprezentacji Holandii w Pucharze Davisa Koevermans startował w latach 1988–1993, występując łącznie w piętnastu meczach, z których w ośmiu zwyciężył. Debiutował w 1988 roku w meczu przeciwko ZSRR, a ostatni raz wystąpił w lipcu 1993 roku przeciwko Szwecji.
W rankingu gry pojedynczej Koevermans najwyżej był na 37. miejscu (27 maja 1991), a w klasyfikacji gry podwójnej na 24. pozycji (21 czerwca 1993).

### Finały w turniejach ATP World Tour
| Nazwa                        |
| ---------------------------- |
| Wielki Szlem                 |
| Igrzyska olimpijskie         |
| ATP Tour World Championships |
| ATP Masters Series           |
| ATP Championship Series      |
| ATP World Series             |

#### Gra pojedyncza (1–0)
| Końcowy wynik | Nr | Data                | Turniej | Nawierzchnia | Przeciwnik   | Wynik finału  |
| ------------- | -- | ------------------- | ------- | ------------ | ------------ | ------------- |
| Zwycięzca     | 1. | 7 października 1990 | Ateny   | Ceglana      | Franco Davín | 5:7, 6:4, 6:1 |

#### Gra podwójna (4–12)
| Końcowy wynik | Nr  | Data                 | Turniej       | Nawierzchnia    | Partner           | Przeciwnicy                        | Wynik finału  |
| ------------- | --- | -------------------- | ------------- | --------------- | ----------------- | ---------------------------------- | ------------- |
| Finalista     | 1.  | 11 marca 1990        | Casablanca    | Ceglana         | Paul Haarhuis     | Todd Woodbridge Simon Youl         | 3:6, 1:6      |
| Finalista     | 2.  | 29 lipca 1990        | Hilversum     | Ceglana         | Paul Haarhuis     | Sergio Casal Emilio Sánchez        | 5:7, 5:7      |
| Finalista     | 3.  | 28 października 1990 | São Paulo     | Dywanowa        | Luiz Mattar       | Shelby Cannon Alfonso Mora         | 7:6, 3:6, 6:7 |
| Finalista     | 4.  | 6 stycznia 1991      | Adelaide      | Twarda          | Paul Haarhuis     | Wayne Ferreira Stefan Kruger       | 4:6, 6:4, 4:6 |
| Zwycięzca     | 1.  | 7 kwietnia 1991      | Estoril       | Ceglana         | Paul Haarhuis     | Tom Nijssen Cyril Suk              | 6:3, 6:3      |
| Finalista     | 5.  | 28 kwietnia 1991     | Monte Carlo   | Ceglana         | Paul Haarhuis     | Luke Jensen Laurie Warder          | 7:5, 6:7, 4:6 |
| Zwycięzca     | 2.  | 6 października 1991  | Ateny         | Ceglana         | Jacco Eltingh     | Menno Oosting Olli Rahnasto        | 5:7, 7:6, 7:5 |
| Finalista     | 6.  | 1 marca 1992         | Rotterdam     | Dywanowa (hala) | Paul Haarhuis     | Marc-Kevin Goellner David Prinosil | 2:6, 7:6, 6:7 |
| Finalista     | 7.  | 21 czerwca 1992      | Genua         | Ceglana         | Paul Haarhuis     | Shelby Cannon Greg Van Emburgh     | 1:6, 1:6      |
| Zwycięzca     | 3.  | 26 lipca 1992        | Hilversum     | Ceglana         | Paul Haarhuis     | Marten Renström Mikael Tillström   | 6:7, 6:1, 6:4 |
| Finalista     | 8.  | 11 października 1992 | Ateny         | Ceglana         | Marcelo Filippini | Tomás Carbonell Francisco Roig     | 3:6, 4:6      |
| Finalista     | 9.  | 18 października 1992 | Tel Awiw-Jafa | Twarda          | Tobias Svantesson | Mike Bauer João Cunha e Silva      | 3:6, 4:6      |
| Finalista     | 10. | 25 kwietnia 1993     | Monte Carlo   | Ceglana         | Paul Haarhuis     | Stefan Edberg Petr Korda           | 6:3, 2:6, 6:7 |
| Zwycięzca     | 4.  | 9 maja 1993          | Hamburg       | Ceglana         | Paul Haarhuis     | Grant Connell Patrick Galbraith    | 6:4, 6:7, 7:6 |
| Finalista     | 11. | 12 czerwca 1993      | Florencja     | Ceglana         | Greg Van Emburgh  | Tomás Carbonell Libor Pimek        | 6:7, 6:2, 1:6 |
| Finalista     | 12. | 20 czerwca 1993      | Genua         | Ceglana         | Greg Van Emburgh  | Sergio Casal Emilio Sánchez        | 3:6, 6:7      |